# Chicago, Burlington and Quincy Railroad
Chicago, Burlington and Quincy Railroad var ett järnvägsbolag i amerikanska mellanvästern. 
Bolaget grundades 1849 och existerade fram till 1970 då det gick samman med ett antal andra bolag och bildade Burlington Northern (idag BNSF).